# Antonio Poyatos
Antonio Poyatos Medina (Jerez de la Frontera, Cádiz, España, 19 de febrero de 1966) es un exfutbolista y entrenador español. Jugaba de centrocampista y entrenó al Xerez C. D. en la Primera División de España.

## Trayectoria

### Como jugador
Marcó el gol del ascenso a Segunda División de España del Xerez C. D. 1986, y su papel destacado en dicha competición durante 5 años le valió su fichaje por el C. D. Logroñés entonces en la Primera División de España.
Posteriormente jugó en el Valencia C. F. y Real Sporting de Gijón antes de retirarse.
En 2009 recibió el reconocimiento "Jugador Leyenda del Valencia", entregado por la Agrupación de Peñas del Valencia C. F.

### Como entrenador
Tras trabajar como secretario técnico del Xerez C. D., Antonio Poyatos se hizo cargo del equipo de forma provisional en el año 2010 después de la destitución de José Ángel Ziganda. En su único partido al frente del equipo, consiguió un empate a cero goles ante el Real Zaragoza.

## Clubes

### Como jugador
| Club                   | País   | Año       |
| ---------------------- | ------ | --------- |
| Xerez C. D.            | España | 1985-1991 |
| C. D. Logroñés         | España | 1991-1994 |
| Valencia C. F.         | España | 1994-1997 |
| Real Sporting de Gijón | España | 1997-1999 |

### Como entrenador
| Club        | País   | Año  |
| ----------- | ------ | ---- |
| Xerez C. D. | España | 2010 |